# Pitkairnsk
Pitkairnsk (Pitkern) eller norfolk (Norfuk) er et kreolsprog som er en blanding af 1700-tals engelsk og tahitisk. Det er officielt sprog på Pitcairnøerne og Norfolkøerne, og tales af over 580 mennesker på Norfolkøerne, og flere andre steder, blandt andet i Australien og på New Zealand af udvandrere fra Pitcairn og Norfolkøerne.